# Дронжно (Мазовецьке воєводство)
Дронжно (пол. Drążno) — село в Польщі, у гміні Кльвув Пшисуського повіту Мазовецького воєводства.
Населення — 248 осіб (2011).
У 1975-1998 роках село належало до Радомського воєводства.

## Демографія
Демографічна структура станом на 31 березня 2011 року:
|          | Загалом | Допрацездатний вік | Працездатний вік | Постпрацездатний вік |
| -------- | ------- | ------------------ | ---------------- | -------------------- |
| Чоловіки | 124     | 22                 | 78               | 24                   |
| Жінки    | 124     | 21                 | 59               | 44                   |
| Разом    | 248     | 43                 | 137              | 68                   |